# Dyskografia Mandrage
Dyskografia Mandrage, czeskiego zespołu pop-rockowego, obejmuje siedem albumów studyjnych, jeden minialbum, jeden album kompilacyjny, trzynaście singli oraz siedemnaście teledysków.

## Albumy

### Albumy studyjne
| 2007                                              | Přišli jsme si pro Vaše děti   | - Data: 1 czerwca 2007 - Wydawca: Universal Music    | —  |
| 2009                                              | Hledá se žena                  | - Data: 23 listopada 2009 - Wydawca: Universal Music | 38 |
| 2011                                              | Moje krevní skupina            | - Data: 25 listopada 2011 - Wydawca: Universal Music | 3  |
| 2013                                              | Siluety                        | - Data: 8 listopada 2013 - Wydawca: Universal Music  | 5  |
| 2015                                              | Potmě jsou všechny kočky černý | - Data: 20 listopada 2015 - Wydawca: Universal Music | 8  |
| 2018                                              | Po půlnoci                     | - Data: 19 stycznia 2018 - Wydawca: Universal Music  | 1  |
| 2019                                              | Vidím to růžově                | - Data: 3 grudnia 2019 - Wydawca: Universal Music    | 13 |
| "—" oznacza, że album nie był notowany na liście. |                                |                                                      |    |

### Minialbumy
| 2009                                              | Hledá se žena | - Data: 1 stycznia 2009 - Wydawca: Universal Music | — |
| "—" oznacza, że album nie był notowany na liście. |               |                                                    |   |

### Kompilacje
| 2020                                              | Best of 2007–2020 | - Data: 13 listopada 2020 - Wydawca: Universal Music | 10 |
| "—" oznacza, że album nie był notowany na liście. |                   |                                                      |    |

### Inne
| Rok  | Tytuł                                        |
| ---- | -------------------------------------------- |
| 2004 | Říkala, že jí trápí cosi (demo) - Data: 2004 |

## Single
| 2007                                              | „Kapky proti slzám”         | 34 | Přišli jsme si pro Vaše děti   |
| 2009                                              | „Hledá se žena”             | 3  | Hledá se žena                  |
| 2010                                              | „Už mě víckrát neuvidíš”    | 82 | Hledá se žena                  |
| 2011                                              | „Františkovy Lázně”         | 5  | Moje krevní skupina            |
| 2011                                              | „Šrouby a matice”           | 1  | Moje krevní skupina            |
| 2012                                              | „Mechanik”                  | 31 | Moje krevní skupina            |
| 2013                                              | „Na dlani”                  | 3  | Siluety                        |
| 2013                                              | „Siluety”                   | 20 | Siluety                        |
| 2015                                              | „Brouci”                    | 5  | Potmě jsou všechny kočky černý |
| 2015                                              | „Jaguár na krku”            | —  | Potmě jsou všechny kočky černý |
| 2017                                              | „Slečno, já se omlouvám se” | —  | Po půlnoci                     |
| 2017                                              | „Motýli”                    | 1  | Po půlnoci                     |
| 2019                                              | „Vidím to růžově”           | 5  | Vidím to růžově                |
| "—" oznacza, że utwór nie był notowany na liście. |                             |    |                                |

### Inne notowane utwory
| Rok  | Tytuł               | Pozycja na liście | Album                          |
| Rok  | Tytuł               | CZE               | Album                          |
| ---- | ------------------- | ----------------- | ------------------------------ |
| 2014 | „Tanči dokud můžeš” | 27                | Siluety                        |
| 2015 | „Ona se smála”      | 18                | Potmě jsou všechny kočky černý |
| 2016 | „Travolta”          | 81                | Potmě jsou všechny kočky černý |
| 2018 | „Apolinář”          | 79                | Po půlnoci                     |
| 2018 | „Endorfiny”         | 44                | Po půlnoci                     |
| 2020 | „Kristýna”          | 11                | Vidím to růžově                |

### Występy gościnne
| 2018                                              | „Bez přezůvek bos” | — | Létající peřina |
| "—" oznacza, że utwór nie był notowany na liście. |                    |   |                 |

## Teledyski
| Tytuł                       | Rok  | Reżyseria/Realizacja                       | Album                          | Źródło |
| --------------------------- | ---- | ------------------------------------------ | ------------------------------ | ------ |
| „Kapky proti slzám”         | 2007 | Pavel Sadílek                              | Přišli jsme si pro Vaše děti   | [ 28 ] |
| „Punk Rock Song”            | 2007 |                                            | Přišli jsme si pro Vaše děti   | [ 29 ] |
| „Hledá se žena”             | 2009 | Pavel Sadílek                              | Hledá se žena                  | [ 30 ] |
| „Už mě víckrát neuvidíš”    | 2010 | Pavel Sadílek                              | Hledá se žena                  | [ 31 ] |
| „Františkovy Lázně”         | 2011 | Pavel Sadílek                              | Moje krevní skupina            | [ 32 ] |
| „Šrouby a matice”           | 2011 |                                            | Moje krevní skupina            | [ 33 ] |
| „Mechanik”                  | 2012 | Pavel Sadílek                              | Moje krevní skupina            | [ 34 ] |
| „Na dlani”                  | 2013 | Tomáš Kasal                                | Siluety                        | [ 35 ] |
| „Siluety”                   | 2013 | Tomáš Kasal                                | Siluety                        | [ 36 ] |
| „Tanči dokud můžeš”         | 2014 | Tomáš Kasal                                | Siluety                        | [ 37 ] |
| „Brouci”                    | 2015 | Tomáš Kasal                                | Potmě jsou všechny kočky černý | [ 38 ] |
| „Jaguár na krku”            | 2015 | Tomáš Kasal                                | Potmě jsou všechny kočky černý | [ 39 ] |
| „Travolta”                  | 2016 | Tomáš Kasal                                | Potmě jsou všechny kočky černý | [ 40 ] |
| „Slečno, já se omlouvám se” | 2017 | Tomáš Kasal, Matyáš Vorda                  | Po půlnoci                     | [ 41 ] |
| „Motýli”                    | 2017 | Matyáš Vorda, Tomáš Kasal, Michal Budinský | Po půlnoci                     | [ 42 ] |
| „Apolinář”                  | 2018 | Givinar Kříž, Jordan Haj                   | Po půlnoci                     | [ 43 ] |
| „Vidím to růžově”           | 2019 | Givinar Kříž, Jordan Haj                   | Vidím to růžově                | [ 44 ] |